# William Bruce
William Bruce de Kinross, 1.er Baronet (circa 1630-1 de enero de 1710) fue un arquitecto y caballero escocés, «el verdadero fundador de la arquitectura clásica de Escocia», tal como lo describe Howard Colvin. Siendo una figura clave en la inserción del estilo palladiano en Escocia, se lo ha comparado con Íñigo Jones y Christopher Wren, los primeros arquitectos ingleses, y con sus contemporáneos ingleses Hugh May y sir Roger Pratt, quienes incorporaron el estilo francés en la arquitectura doméstica.
Bruce participó en la Restauración de Carlos II, llevando mensajes entre el rey exiliado y el general Monck; su lealtad al rey fue recompensada con cargos oficiales muy lucrativos, como por ejemplo el de inspector general de las Obras del Rey en Escocia (lo cual equivaldría al puesto de «arquitecto del rey»). Entre sus mecenas se encontraba John Maitland, 1.er duque de Lauderdale, el hombre más poderoso de Escocia en esa época, y Bruce se convirtió en miembro del Parlamento y, por un corto tiempo, participó del Consejo Privado.
Pese a su falta de experiencia técnica, Bruce se transformó en el «caballero-arquitecto» más importante de su época en Escocia. Trabajó con albañiles competentes y maestros de obras profesionales, a quienes impartió un vocabulario clásico; así, su influencia se propagó más allá de su propio círculo aristocrático. A partir de los años 1660 construyó y remodeló varias casas de campo, incluyendo el castillo de Thirlestane para el duque de Lauderdale y Casa Hopetoun. Entre sus trabajos más destacados se encuentra su propia mansión palladiana en Kinross, construida en la región de Loch Leven y que había comprado en 1675. Como arquitecto del rey realizó la reconstrucción del Palacio Real de Holyroodhouse en los años 1670, dando al palacio su actual apariencia. Tras la muerte de Carlos II, Bruce perdió sus privilegios políticos y luego, después de la ascensión al trono de Guillermo y María, fue encarcelado en varia ocasiones bajo sospecha de jacobitismo. No obstante, logró continuar su obra arquitectónica, a menudo prestando servicios a gente con simpatía jacobita.

## Primeros años
Es muy poco lo que se conoce acerca de la juventud de Bruce. Probablemente haya nacido en Blairhall, en la parte occidental de Fife, en 1630, siendo el segundo hijo de Robert Bruce de Blairhall y Katherine Preston. También es posible que haya asistido a la Universidad de St. Andrews en 1637-1638, lo cual indicaría que su fecha de nacimiento estaría más cercana a 1625. Los Bruce eran una familia con conexiones episcopales, muy leales al rey y descendientes de Thomas Bruce, uno de los primos del rey Roberto II, quien había recibido tierras en Clackmannan y Fife. Edward Bruce, primo de William, fue nombrado earl de Kincardine en 1643.
Existen cartas encontradas entre los papeles del earl de Kincardine que indican que William Bruce estuvo exiliado en Róterdam durante los años 1650 junto con su primo, Alexander Bruce, hermano del earl de Kincardine. Por tratarse de episcopales, William y Alexander habrían buscado escapar del Mancomunidad puritano establecido por Oliver Cromwell. En Róterdam, estuvieron en contacto con sir Robert Moray, un soldado y filósofo naturalista cercano a Carlos II, quien en ese entonces residía en Maastricht. William Bruce era un mercader que, pese a estar asentado en la comunidad escocesa en Róterdam, viajaba mucho. Junto con Alexander Bruce y John Hamilton de Grange eran dueños de un barco y estaban involucrados en el comercio de vinos, carbón y madera entre Noruega, Francia, Inglaterra, Escocia y los Países Bajos. En 1658, William y Alexander viajaron juntos por tierra desde Bremen hasta Maastricht para reunirse con Moray. Alexander Bruce y Moray fueron miembros fundadores de la Royal Society en 1660, y es probable que se hablase de arquitectura en sus discusiones, en particular sobre el nuevo edificio de la municipalidad de Maastricht en el que Moray había actuado como consejero de su diseño.

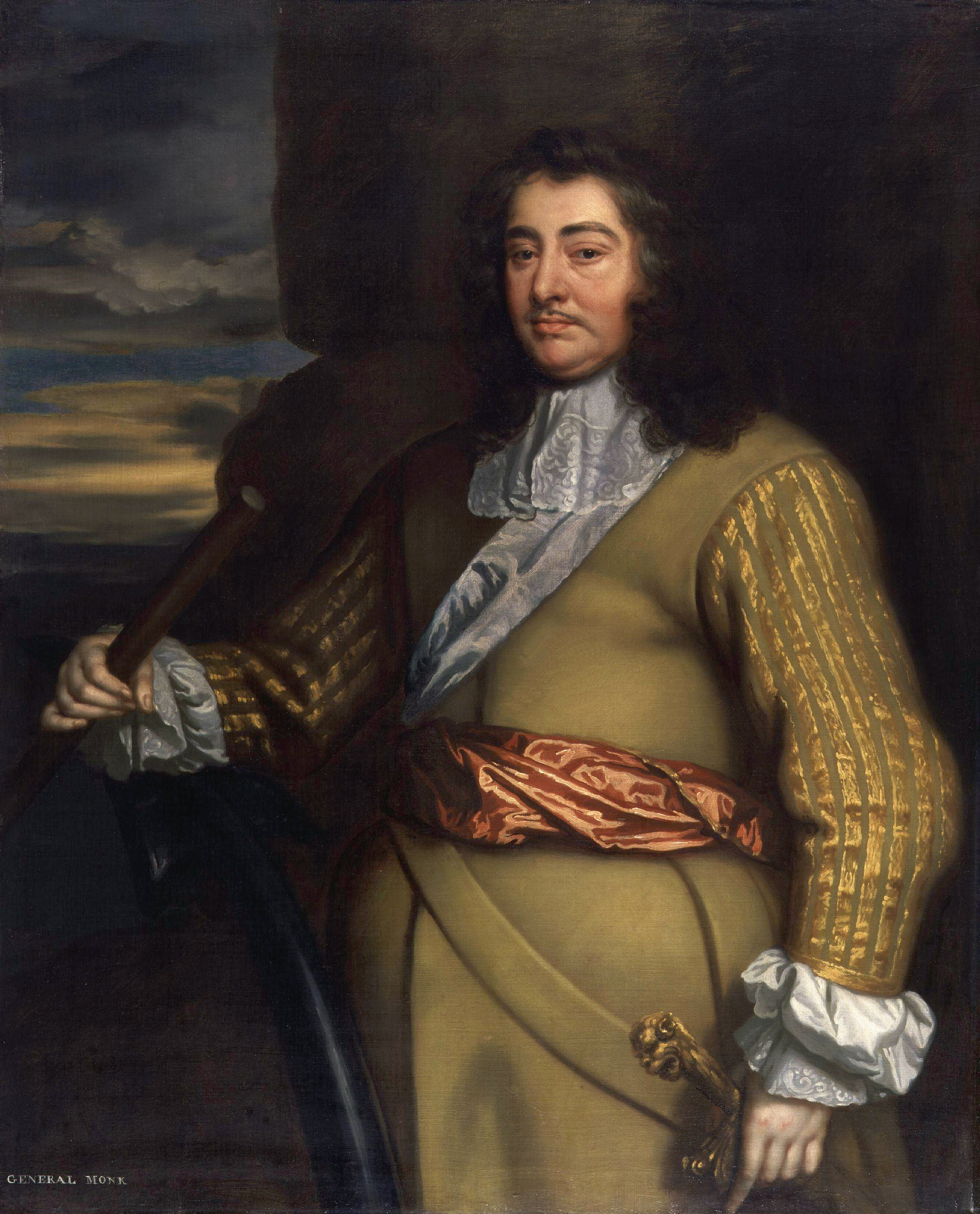
El general George Monck, retratado en 1665-1666 por sir Peter Lely.

En 1659 Bruce se desempeñó como mensajero entre el general Monck, comandante en jefe de Cromwell en Escocia, y el exiliado rey Carlos II. Aún existe un salvoconducto extendido a Bruce por parte de Monck en septiembre de 1659, donde se le otorga permiso de permanecer en Escocia hasta «regresar a Holanda». Al parecer, los mensajes que traía de parte de Carlos convencieron a Monck de avanzar con su ejército hacia Londres, un acontecimiento decisivo para la Restauración. No se sabe cómo fue que Bruce conoció a Monck ni la naturaleza de sus comunicaciones, pero Hubert Fenwick especula que Bruce se encontraba trabajando en los proyectos de Monck de fortificación de Ayr y Leith (es sabido que trabajó en la ciudadela de Ayr a comienzos de los años 1660); por otro lado, Wemyss comenta que sería Moray quien eligió a Bruce para realizar la tarea de mensajero. Sir Robert Douglas afirma que Bruce «pintó los infortunios y las distracciones» de Escocia ante el general, y le sugirió que «la gloria se obtendría restituyendo a la familia real».

## Carrera política

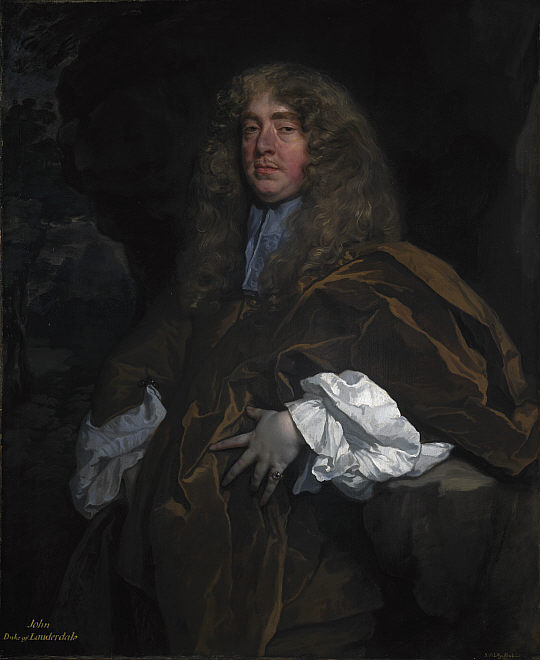
John Maitland, duque de Lauderdale, por sir Peter Lely. Lauderdale era el hombre más poderoso de Escocia y Bruce se benefició de su mecenazgo.

Luego de la Restauración, William Bruce fue designado Secretario de Cuentas en 1660, y Secretario de Suministros para los Lores en Consejo en 1665. Ambos fueron puestos lucrativos que involucraban el cobro de estipendios del Parlamento (en el primer caso) y de los demandantes al Tribunal de Audiencia (en el segundo). En 1667 fue nombrado superintendente y supervisor de los Palacios Reales de Escocia, y al año siguiente se creó un Baronetaje de Nueva Escocia. Fue nombrado inspector general de las Obras del Rey en Escocia en 1671, con un salario de 3600 libras escocesas (300 libras esterlinas), con el propósito de reconstruir Holyroodhouse. Siendo una figura importante de la Restauración, se relacionó con otras personas leales a los Estuardo, entre los que se encontraban mecenas poderosos como el duque de Lauderdale, Secretario de Escocia, y el earl de Rothes, cuya hija se casó con el único hijo de Bruce.
Entre 1669 y 1674 Bruce participó en el Parlamento de Escocia como comisionado del condado de Fife, y entre 1681 y 1682 como comisionado del condado de Kinross. Entre abril de 1685 y mayo de 1686 alcanzó la cúspide de su carrera política, siendo miembro del Consejo Privado de Escocia. Las ganancias obtenidas por Bruce en estos cargos le permitieron la compra de Balcaskie en 1665 y, en 1675, una hacienda mayor: Loch Leven, en Kinross, que incluyó el título hereditario de oficial de justicia del condado de Kinross. Sin embargo, tras el ascenso al trono de Jacobo VII en 1685, los privilegios de Bruce se desvanecieron y el nuevo régimen lo miraba con desconfianza. Después de la Revolución de 1688, se negó a ocupar su asiento en el Parlamento y fue considerado una amenaza jacobita en potencia.
En 1693 fue encarcelado durante un corto tiempo en el castillo de Stirling por su negativa a presentarse ante el Consejo Privado. Fue encerrado nuevamente en Stirling en 1694 y, a partir de 1696, en el castillo de Edimburgo. Bruce fue expulsado del Parlamento en 1702; su puesto pasó a su hijo, John Bruce, quien votó a favor de la Unión y a continuación fue miembro del Parlamento en Westminster. Bruce volvió a ser encarcelado en el Castillo de Edimburgo en 1708, de donde fue liberado poco antes de su muerte, a comienzos de 1710. William Bruce se encuentra sepultado en la parcela de su familia en Kinross Kirk, cuyas ruinas aún pueden observarse junto a la Casa Kinross.

## Familia
Aproximadamente en 1660, William Bruce contrajo matrimonio con Mary Halkett, hija de sir James Halkett de Pitfirrane, Bt. Sólo dos de sus hijos sobrevivieron:
- Sir John Bruce, 2.º Baronet (circa 1671-19 de marzo de 1710) se casó con Christian Leslie, viuda del marqués de Montrose e hija del duque de Rothes. No dejó descendencia y, tras su propia muerte, el baronetaje quedó extinto y Kinross pasó a manos de su hermana.

- Anne Bruce, a quien sir William heredaba sus propiedades en el caso de que su hermano no dejase descendencia. Ella estuvo casada en dos ocasiones (una de ellas, con sir Thomas Hope, 4.º Baronet); tuvo hijos con ambos esposos.[15]

Después de la muerte de Mary, en 1700 sir William Bruce se casó con Magdalen Scott, viuda de un comerciante de Edimburgo llamado George Clerk. No tuvieron hijos. Magdalen vivió hasta 1752 y se ganó la reputación de jacobita, estableciendo una célula jacobita en su hogar en la ciudadela de Leith.

## Obras arquitectónicas

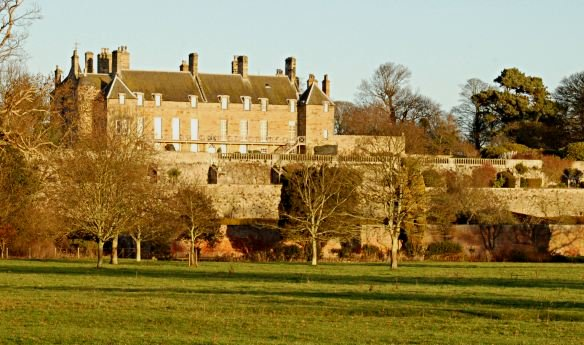
La fachada sur de Balcaskie, mostrando su casi simetría y terrazas italianas.

En 1663 Bruce realizó un "viaje por el extranjero", aunque se desconoce su itinerario. Ya sea que fuera un viaje de placer o estudiando grabados, conoció varias casas francesas destacadas, incluyendo el palacio de Vaux-le-Vicomte, Blérancourt y el Chateau de Balleroy, el último trabajo del arquitecto francés François Mansart. Estos diseños franceses modernos, que incorporaban rasgos desconocidos en Escocia como bipilas en dos filas para las habitaciones principales, alineadas espalda con espalda, fueron una inmensa influencia sobre el joven Bruce. También es seguro que viese la moderna arquitectura holandesa cuando estuvo en ese país previo a la Restauración.
Gran parte de los primeros trabajos de Bruce consistió en aconsejar a clientes y reconstruir casas más que diseñar nuevos edificios de la nada. La casas Panmure y Leslie (residencia del earl de Rothes) habían sido proyectos del constructor principal del rey, John Mylne. En Panmure, pese a que Bruce recibió el crédito por su diseño anteriormente, las obras fueron supervisadas por Alexander Nisbet, y Bruce diseñó sólo las puertas y sus pilares. En Leslie, Bruce supervisó las obras después de la muerte de Mylne y probablemente haya efectuado sus propias enmiendas. Panmure fue demolida en los años 1950 y únicamente una pequeña parte de Casa Leslie permanece en pie luego del incendio ocurrido en el siglo XVIII. Más tarde, Bruce aconsejó al duque de Queensberry con respecto a sus planes acerca del castillo de Drumlanrig.

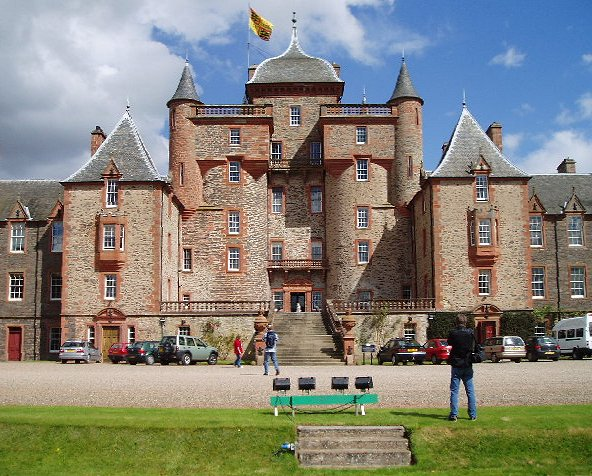
El frente del castillo de Thirlestane, remodelado extensamente por Bruce.

Bruce también trabajó en su propiedad en Balcaskie, Fife, la cual había comprado en 1665 y que aún se conserva intacta salvo algunas modificaciones posteriores. Él duplicó el plano en L de la vivienda, transformándolo en uno simétrico en U, y puede que haya construido las paredes laterales en curva y los pabellones que conectan con la casa. Gifford, sin embargo, los atribuye a una fase posterior en la construcción. Las paredes en curva, una forma vista con posterioridad en Hopetoun, fueron una innovación en caso de que hayan sido efectuadas por Bruce, inspiradas posiblemente por el trabajo del italiano Gian Lorenzo Bernini. El los jardines se colocaron parterres y terrazas escalonadas al estilo italiano, con vista a Bass Rock, todo ello inspirado por los jardines barrocos franceses como Vaux-le-Vicomte. Internamente, Bruce creó una nueva disposición para las habitaciones, y esta disposición interna inspirada en el continente europeo al igual que su diseño de exteriores, fueron los motivos por los cuales era requerido como arquitecto.
En 1670 el duque de Lauderdale encargó a Bruce la remodelación del castillo de Thirlestane, su casa torre del siglo XVI en el condado de Border. Bruce, trabajando junto al constructor principal del rey, Robert Mylne, amplió el edificio agregándole más pabellones y una nueva entrada, y rediseñó la distribución interna. Lauderdale siguió empleando a Bruce durante los años 1670, en las casas que tenía en Brunstane cerca de Edimburgo, y Lethington (luego llamada Lennoxlove), y encargándole el diseño de nuevos portones para su propiedad en Inglaterra, Casa Ham, cerca de Londres, en 1671. Es posible que en Casa Ham Bruce ya estado involucrado con las obras de remodelación que se estaban llevando a cabo bajo la dirección del arquitecto inglés William Samwell. Mientras trabajaba en Thirlestane, Bruce también diseñó la iglesia en la ciudad cercana de Lauder, el único proyecto eclesiástico que realizó en su totalidad. La iglesia en forma de cruz podría haberse inspirado en la iglesia francesa en Balleroy, Francia, construida por François Mansart.

### Holyroodhouse

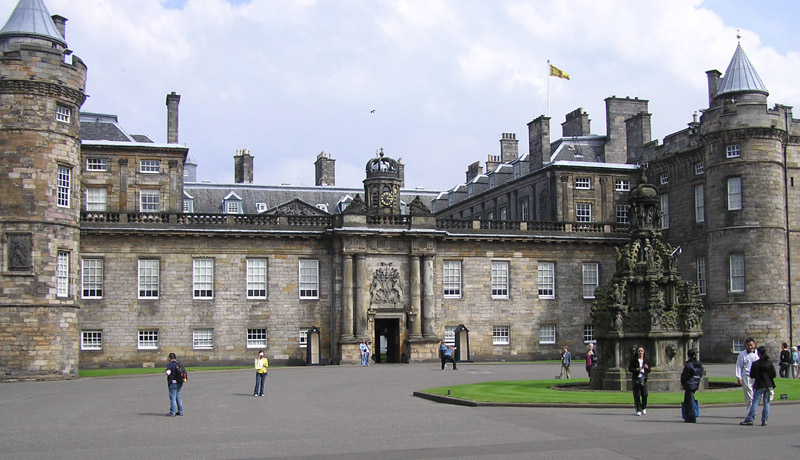
La entrada de Holyroodhouse, tal como fue designado por Bruce.

Su nombramiento como inspector general de las Obras del Rey en Escocia se debió a la reconstrucción del palacio de Holyrood. Fuera de este proyecto, sólo realizó reparaciones menores en los castillos de Edimburgo y Stirling, y en las fortificaciones en Bass Rock. Carlos I pretendía ampliar y reconstruir Holyroodhouse, por lo que se trazaron los planos en los años 1630. Sin embargo, las obras no se efectuaron y en 1650 el palacio se incendió, destruyéndose en su totalidad excepto la parte occidental. Bruce fue contratado para diseñar y supervisar las obras del constructor Robert Mylne. Los planos de Bruce en realidad fueron trazados por Mylne, ya que el primero al parecer carecía de cualidades para el dibujo arquitectónico.
Carlos II criticó los primeros planos de Bruce para la distribución interna y, finalmente, se aprobó un esquema mejorado. La construcción comenzó en julio de 1671 y para 1674 la mayor parte del trabajo estaba terminado. Bruce construyó una segunda torre gótica como reflejo de la ya existente, construida por Jacobo IV, y creó el bloque con vista al patio en un estilo clásico y más sobrio. En 1676 comenzó la segunda fase de la obra, cuando el duque de Lauderdale ordenó a Bruce demoler y reconstruir la fachada occidental, lo que en 1679 acabó siendo la entrada principal tal como puede apreciarse en la actualidad.
Además, en 1676 Bruce trazó los planes para la finalización del Hospital Heriot en Edimburgo, que había sido iniciado en los años 1620. Su diseño para la torre central de la fachada sur fue llevado a cabo en 1693.

### Casas de campo
El primer encargo recibido por Bruce para la construcción de un nuevo edificio fue el de Casa Dunkeld para el earl de Atholl en 1676. la casa había sufrido graves daños en 1654, durante la guerra civil, y Bruce recibió la tarea de edificar su reemplazo (posteriormente demolida). Otro de los primeros encargos a gran escala fue el de Casa Moncrieffe (1679), que se había incendiado en 1957. Todas estas casas de campo tenían por modelo es estilo anglo-holandés, el cual había sido introducido en Inglaterra por Hugh May y sir Roger Pratt, pero con detalles provenientes del continente, tales como la labra tosca sobre la fachada en Mertoun.

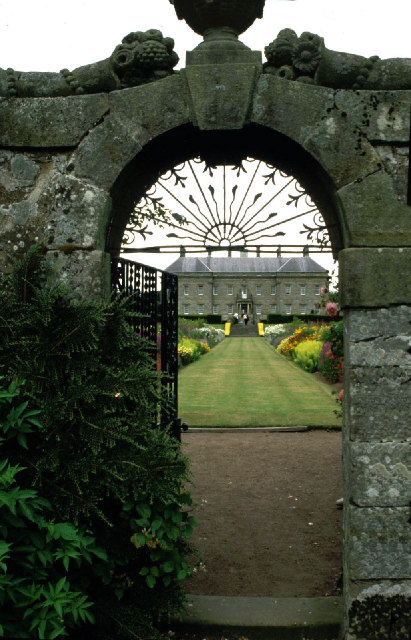
La fachada oriental de Kinross, vista a través de la puerta al jardín.

En 1675 Bruce compró la finca de Loch Leven que pertenecía al earl de Morton. La finca incluía una antigua mansión cerca de Kinross, y también las ruinas del castillo de Loch Leven, famoso por haber sido el lugar donde María Estuardo fue encerrada. Tras efectuar reparaciones en la vieja mansión y comenzar con la organización de los jardines, en 1686 Bruce empezó a trabajar en su nuevo hogar, Casa Kinross, para lo cual empleó al constructor Thomas Bauchop. El edificio palladiano guarda cierto parecido con la Casa Coleshill de Roger Pratt (demolida), pero con aspectos que Bruce tomó de construcciones francesas. Estos aspectos, que fundamentalmente tienen orígenes clásicos e italianos, incluyen el zócalo rústico de piedra y la orden gigante de pilastras corintias (estas últimas posiblemente estén basadas en los primeros diseños de Bernini para el Louvre. Después de perder sus privilegios políticos, Bruce se encontró cada vez más endeudado, lo que retrasó la finalización de la casa hasta 1693. Kinross fue una de las primeras casas de campo de estilo palladiano en Escocia, y se la reconocía como uno de los edificios más exquisitos del país; Daniel Defoe la describió como «la obra arquitectónica más hermosa y uniforme de Escocia», y Thomas Pennant llamó a Kinross «la primera casa de arquitectura uniforme del norte de Bretaña».

### Últimos trabajos

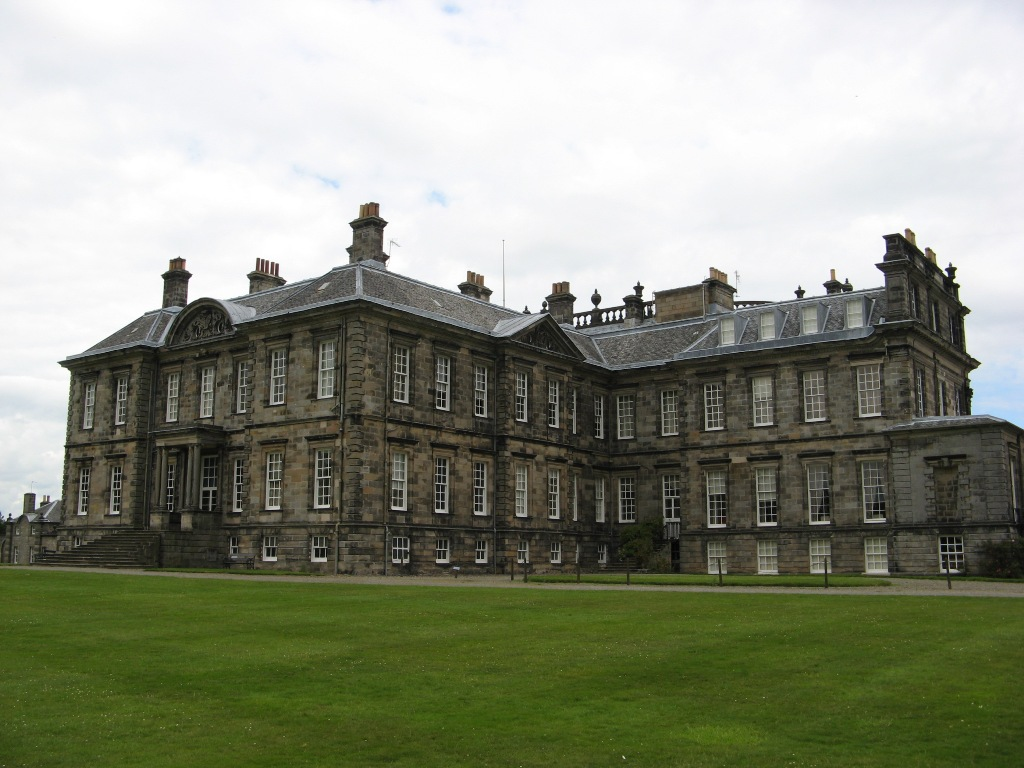
Vista oriental de Hopetoun, que fue diseñada por Bruce para Charles Hope. Esta misma fachada fue agrandada y remodelada por William Adam.

Pese a perder sus privilegios y sus encarcelamientos intermitentes, Bruce continuó trabajando. Durante los años 1690 completó Craighall en Fife y Craigiehall cerca de Edimburgo. La última, construida para el marqués de Annandale, aún sigue en pie y es utilizada como cuartel del Ejército Británico escocés. A partir de 1698 comenzó a trabajar en una nueva casa para el joven Charles Hope, nombrado más tarde earl de Hopetoun. Casa Hopetoun, cerca de Edimburgo, se terminó en 1702 y representa uno de los diseños más magníficos realizados por Bruce. Una vez más, el constructor fue Thomas Bauchop, y nuevamente se inspiró en el estilo anglo-holandés, con labra tosca francesa. La mayor parte de la obra de Bruce ahora está oculta por el remodelado efectuado durante el siglo XVIII por William Adam. Bruce recibió otro encargo de Hopetoun en 1708 para que construyera un pasillo lateral privado en la iglesia de Abercorn. El Loft de Hopetoun tiene vista al interior de la iglesia y se conecta con un reservado que posee una mirilla ovalada por la cual puede verse el púlpito.
En 1702 el gobierno de Stirling encargó a Bruce el diseño de un nuevo tolbooth para la villa. La construcción terminó al año siguiente y en la actualidad el edificio es empleado con fines recreativos. Las últimas casas de campo de Bruce fueron Casa Harden (ahora conocida como Casa Mertoun), construida para los escoceses de los Borders, y la casa más pequeña en que trabajara, Auchendinny en Midlothian. Su último trabajo lo realizó en 1706 en Casa Nairne, para el jacobita lord Nairne. La casa no se terminó sino hasta dos años luego de la muerte de Bruce y no se conoce con claridad cuál fue el alcance de su participación. Casa Nairne fue demolida en 1760, aunque la cúpula fue conservada e instalada en el techo del Hospital Rey Jacobo VI en la cercana Perth.

## Legado
Pese a que Daniel Defoe llamó a Bruce «el Kit Wren de Bretaña del norte», debido a su papel como el verdadero fundador de la arquitectura clásica del país, Gifford insinúa que sus logros son más comparable con los de Hugh May y Roger Pratt. Al igual que May y Pratt, Bruce popularizó un estilo de casa de campo entre la nobleza y fomentó el alejamiento de los anacrónicos hogares defensivos hacia una arquitectura más continental y orientada al ocio. Sir John Clerk de Penicuik nombró a Bruce «el principal impulsor de la arquitectura en este país», mientras que para Colen Campbell, compilador del Vitruvius Britannicus, fue «valorado con justicia como el mejor arquitecto de su tiempo en ese reino». Su obra representó una de las mayores influencias para el diseño de casas de campo en el siglo XVIII, una influencia que se extendió por medio de los constructores y delineantes con los que trabajó, incluyendo a Mylne, Bauchop, James Smith y Alexander Edward. En Kinross, su alineación deliberada de la vista principal hacia las ruinas del castillo de Loch Leven le sugiere a Howard Colvin «que Bruce, al igual que Vanbrugh, tiene un lugar reservado en la prehistoria de lo pintoresco».
| Predecesor: Nuevo título     | Baronet de Balcaskie 1668-1710                              | Sucesor: John Bruce                      |
| Predecesor: James Murray Jr. | Inspector general de las Obras del Rey en Escocia 1671-1678 | Sucesor: Archibald Murray de Blackbarony |